# Isolde Schmitt-Menzel

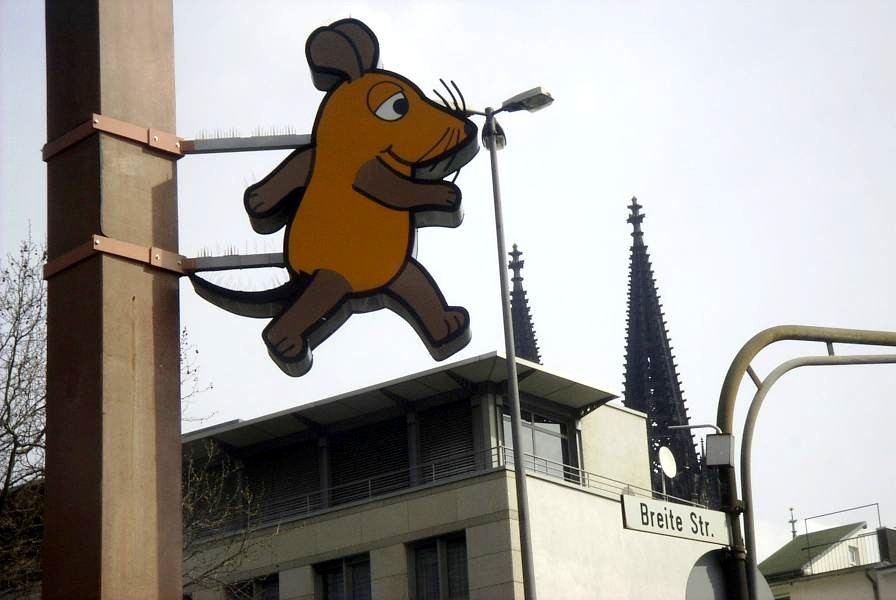
Souris.

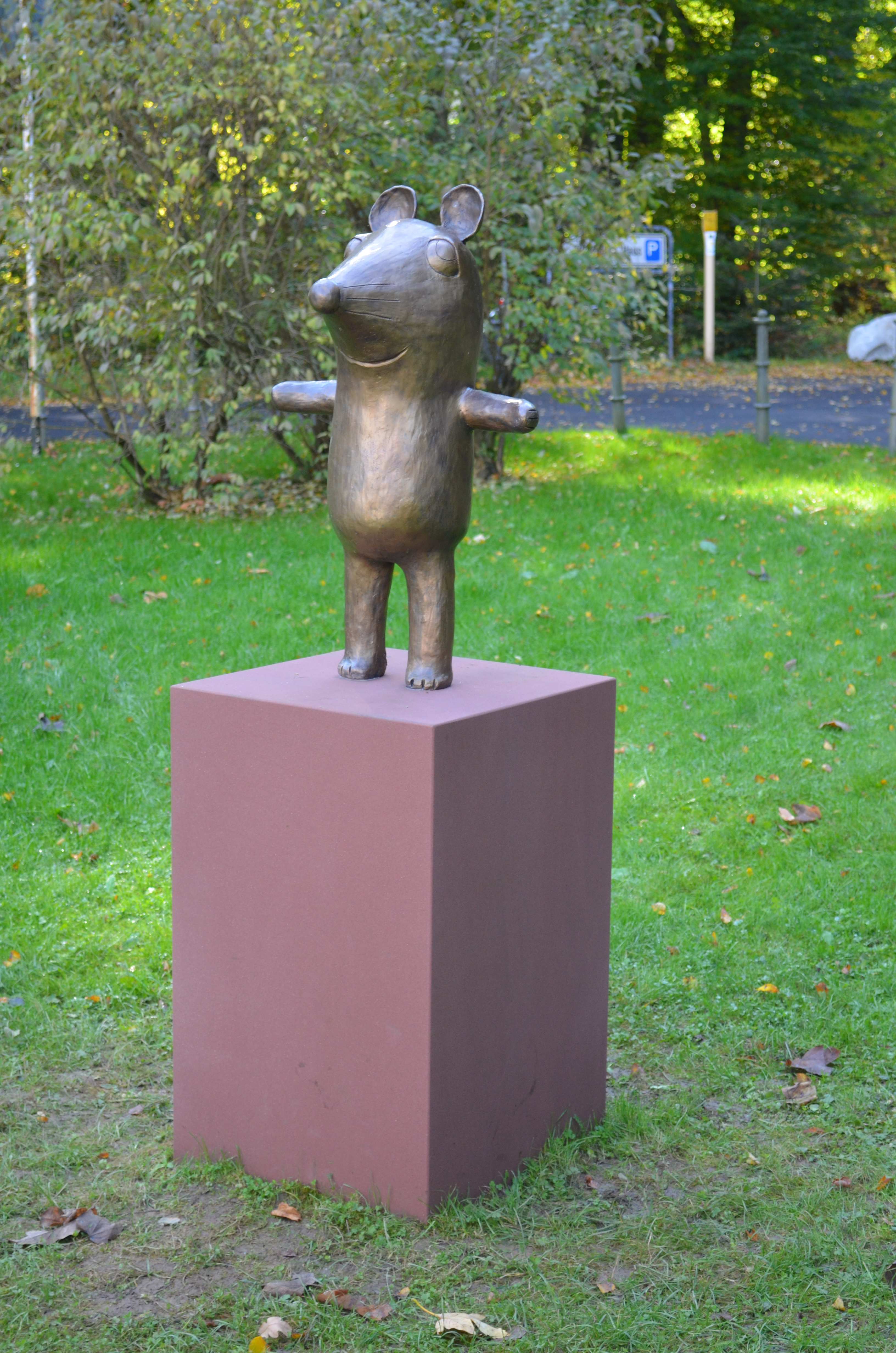
Sculpture en bronze d'Isolde Schmitt-Menzel (2013), dans le parc de Hambourg.

Isolde Schmitt-Menzel, née le 11 avril 1930 à Eisenach et morte le 4 septembre 2022 à Francfort, est une designer, auteure, illustratrice, graphiste et céramiste allemande. 

## Biographie
Isolde Schmitt-Menzel a fait ses études à l'École supérieure d'arts et de design de Halle (Burg Giebichenstein Hochschule für Kunst und Design Halle) en Allemagne.
Elle a écrit des livres pour enfants ainsi que des ouvrages de méthodes sur la pratique de l'art de la céramique.
Elle est la créatrice de l’émission allemande Die Sendung mit der Maus.

## Ouvrages en allemand (liste non exhaustive)
- Isolde Schmitt-Menzel: Mosaik aus Stein, Glas, Holz, Papier, Verlag O. Maier 1968
- Isolde Schmitt-Menzel: Keramik bemalen, Verlag O. Maier 1970  (ISBN 3473455334)
- Isolde Schmitt-Menzel: Ton, geformt, bemalt, gebrannt, Verlag O. Maier 1970 2. Aufl.  (ISBN 3473455814)
- Willi Fährmann, Isolde Schmitt-Menzel: Zwölf Wünsche für Elisabeth, Echter Verlag 1985  (ISBN 3429009685)
- Isolde Schmitt-Menzel, Cornelia Keller: Maus und Bär beim Zahnarzt, Xenos Hamburg 1995  (ISBN 3821214872)
- Isolde Schmitt-Menzel, Ingeborg Ahrenkiel: Maus, erzähl mir was von der Schule, Xenos Hamburg 1995  (ISBN 3821214880)
- Isolde Schmitt-Menzel: Die Maus sagt dir Gute Nacht, Xenos Hamburg 1997  (ISBN 3821217448)
- Isolde Schmitt-Menzel: Die Maus hat Geburtstag, JaJa Spaß u. Spiel 1999  (ISBN 3930404095)
- Isolde Schmitt-Menzel: Die Maus auf dem Bauernhof, JaJa Spaß u. Spiel 2001  (ISBN 3933931010)
- Friedrich Streich, Isolde Schmitt-Menzel: Fingerspiele mit der Maus, Ravensburger Buchverlag 2003  (ISBN 3473321494)